# Сніжний Йосип
Сніжний Йосип (бл. 1890, Вільшана, Полтавської губернії — †1960, Буенос-Айрес, Аргентина) — майстер бандур, сценічне прізвище Грицько Северинюк.

## Біографія
Народився у м. Вільшани, Київщина (тепер Черкащина) (Адміністратор Української Капели Бандуристів Петро Гончаренко знав його дочку, яка також грала на бандурі). Учився грати на бандурі в М. Домонтовича і грав в університетському гуртку бандуристів, який існував у Києві в 1906—1909 рр.  Й. Сніжний став учасником Київської капели з 1925 р. Працював у кооперації, член Української Центральної Ради (1917).
Й. Сніжний був заарештований за те, що брав участь у створені державного апарату УНР. Засуджений радянським режимом та відбував покарання на будівництві Біломорканалу. Після звільнення повернувся в Україну, але подалі зазнавав переслідувань ГПУ, внаслідок чого втік до Зеленого Клину, звідки взимку 1935 нелегально дістався до Маньчжурії (або, за іншими даними, був висланий до Сибіру, звідки втік через Монголію до Маньчжурії).
Активний член Української національної колонії в Харбіні, там зорганізував ансамбль бандуристів при місцевому Українському Національному Домі, виступав на харбінському радіо (від 6 березня 1935), де йшли українські передачі. Пізніше переїхав до Шанхая, де також створив невеликий ансамбль бандуристів. В Китаї сам виробляв бандури з місцевих порід дерев. 8 травня 1938 був обраний секретарем Управи Шанхайської Української Громади. Згодом член Української Національної Колонії в Шанхаї (1941—1948).
Після Другої світової війни працював столяром у американців. Згодом емігрував до Парагваю, взявши з собою 5 бандур, де також заснував ансамбль бандуристів. У 1954—1955 роках переїхав до Аргентини. У Гудсоні, передмісті Буенос-Айресу, створив школу гри на бандурі та квартет бандуристів. Пізніше переїхав у Саранд, де власноручно виробляв бандури і часто виступав. В його репертуарі було кілька дум.
Похований на кладовищі м. Авельянеда в передмісті Буенос-Айреса. Бандура його роботи початку 20-х рр. XX ст. зберігається в музеї кобзарства Криму та Кубані при Кримському державному гуманітарному інституті.